# امامزاده عباس عرب رودبار
امامزاده عباس عرب رودبار مربوط به سده‌های متاخر دوران‌های تاریخی پس از اسلام است و در شهرستان چرداول، بخش شیروان، ۴ کوچه مغرب روستای چم روته واقع شده و این اثر در تاریخ ۷ اسفند ۱۳۸۶ با شمارهٔ ثبت ۲۱۲۷۸ به‌عنوان یکی از آثار ملی ایران به ثبت رسیده است.